# Jag är med barn
Jag är med barn är en svensk komedifilm från 1979 regisserad av Lasse Hallström. Idén fick Hallström när hans dåvarande fru Malou Hallström väntade deras son Johan. I huvudrollerna ses Magnus Härenstam och Anki Lidén.

## Handling
Filmen handlar om Bosse (Magnus Härenstam) som jobbar som copywriter på en reklambyrå. Bosse har en fantasikompis, en amerikansk actionhjälte, som hjälper honom med allt och som ständigt påminner honom att han inte ska binda sig förrän han har levt livet.
Bosse känner sig lite ensam och utanför och trivs inte särskilt bra på sin arbetsplats. Han bestämmer sig för att ta tre månader ledigt och skriva den där romanen som han alltid har drömt om att skriva. Efter ett tag drabbas Bosse av skrivkramp och börjar hitta på olika aktiviteter för att bli inspirerad. En dag går han in på en hamburgerbar. När han ska sätta sig finns det bara en ledig plats kvar, och det är bredvid Lena (Anki Lidén), en tjej som Bosse aldrig har sett förut. När Lena ska hälla ketchup på sin hamburgare kommer det pruttljud från flaskan. Bosse bli oerhört generad och tittar bort, men Lena tar det hela med ro och pruttar istället med tungan mot Bosse och vill att han ska göra det samma. Detta första komiska möte blir inledningen till något mycket mer seriöst.

## Om filmen
Filmen hade premiär den 1 december 1979 på biograf Röda Kvarn vid Biblioteksgatan i Stockholm.
Jag är med barn har visats i SVT, bland annat 1994, 2001 och i maj 2021.

## Rollista i urval
- Magnus Härenstam – Bosse
- Anki Lidén – Lena
- Micha Gabay – "den avskyvärde kompisen", Bosses fantasikompis
- Ulf Brunnberg – Björn
- Lis Nilheim – sekreterare
- Gösta Engström – Kalle
- Lars Amble – Åke, reklambyråchef
- Lillemor Ohlson – reklamfilmstjej
- Barbro Hiort af Ornäs – Greta, sjuksyster
- Stig Ossian Ericson – reklamfilmsregissör
- Gunilla Thunberg – expedit i bokhandel